# Larz Eldbåge
Larz Erik Birger Eldbåge,  internationellt namn Eldbaage, ursprungligen Wahlberg, född 29 september 1938 i Uppsala, är en svensk konstnär. 
Larz Eldbåge utbildade sig i dekoration, reklamkonst och i konstnärligt måleri på bland annat Bror Hjorths skulpturskola i Uppsala för konstnären Carl Riise. Han influerades också av sin släkting, konstnären Knut Gruva. Han har sedan 1957 varit dekoratör, reklamtecknare, copywriter, reklamchef, produktchef, designer och lärare. Han har varit ägare av annonsbyrån Mediaform AB och designföretaget och koncernföretaget In Clover Sweden AB, och är  sedan 1993 yrkeskonstnär på heltid i sin firma Eldbaage.

## Offentliga verk i urval
- Bostäder skulptur i Til, Sigtuna-Märsta.
- Månen har landat, skulptur, 2009, rondellen vid nya Steningehöjden i Märsta.
- Blå form, skulptur, 2012, i Märsta vattenpark i Märsta [1]

Skulpturen BOSTÄDER i Til i Sigtuna,2007.
Väggmålningen SKÖTKONUNGENS TRÄDGÅRDAR Sigtunahems kontor 2003.